# Ан-пан
Ан-пан (яп. あんパン ампан) — японская сладкая выпечка, обычно наполненная пастой из бобов адзуки. Кроме адзуки начинкой может быть паста из белых бобов (сиро-ан), из кунжута (гома-ан) и каштана (кури-ан).

## История
Впервые ан-пан был приготовлен в 1875 году периода Мэйдзи человеком по имени Ясубэй Кимура, самураем, потерявшим работу из-за создания Имперской армии и упразднения класса самураев как такового. В период Мэйдзи Япония стремительно вестернизировалась, многим самураям дали работу, которой они никогда до этого не занимались. Работа пекаря — одна из таких новых западных профессий.
Однажды Ясубэй прогуливался в районе, где работали японцы, выбравшие себе западные профессии. Там Ясубэй встретился с молодым пекарем. Ясубэй открыл пекарню «Бунъэйдо» (яп. 文英堂 бунъэйдо:, дословно «храм западной культуры»). В 1874 году он переехал в Гиндзу и переименовал пекарню в Кимурая (яп. 木村屋, «заведение Кимуры»). В то время в Японии умели печь только солёный хлеб, не подходивший к японским кулинарным вкусам. Ясубэй постарался сделать более «японский» хлеб, взяв за основу тесто для мандзю. В качестве начинки Ясубэй выбрал вагаси — анко. Ан-пан стал очень популярным, не только благодаря вкусу, но и из-за желания народа попробовать всё новое и современное.
Позже любитель ан-пана Такаюки Ямаока, мажордом императора Мэйдзи, попросил сёгунат Токугава, правителей Японии до периода Мэйдзи, преподнести императору ан-пан. Пекарня Ясубэя изготовила ан-пан, который очень понравился императору. Он даже попросил Ясубэя ежедневно печь ан-пан для него.